# 渾身是勁 (專輯)
《渾身是勁》是女子演唱團體S.H.E成員Ella陳嘉樺的單曲EP，2016年由於Ella一整年在演藝事業上的大豐收，不管是在真人秀、音樂方面、電影方面，還有時尚上面的努力以及豐收，而為了紀念這一年於是想透過音樂的力量與大家分享，於是於2016年10月28日發行限量2016張（其中兩張贈送給Selina和Hebe所以實際上只有2014張）的單曲EP《渾身是勁》，但先前在2016年10月22日，卻以一張「單曲」，但用較高的售價將發行此張單曲EP《渾身是勁》，並且是以限量的方式於網路上販售僅有「2016張」的單曲EP，並且單曲的高昂價格而引起歌迷反彈。同月26日，Ella在個人官方Facebook直播表示將原售價由高價位降至合理價位，希望能平息歌迷的反彈 。

## 版本
此張迷你專輯不預購，而是採網路直接購買，並且此張單曲EP是以限量的方式發售，僅限量2016張，EP封面則分為黑白雙色，每套皆印有專屬限量編號，而黑色為「雙號」；白色為「單號」。
| 類型 | 發行日期       | 版本 |
| ---- | -------------- | ---- |
| CD   | 2016年10月28日 | 黑色 |
| CD   | 2016年10月28日 | 白色 |

## 曲目
| 曲序     | 曲目                      |          | 作曲     | 编曲     | 製作人           | 时长 |
| -------- | ------------------------- | -------- | -------- | -------- | ---------------- | ---- |
| 1.       | 渾身是勁 Me vs. Me        | 黃建洲   | 麻吉弟弟 | 麻吉弟弟 | 王治平、麻吉弟弟 | 3:48 |
| 2.       | 渾身是勁 Me vs. Me (KALA) |          | 麻吉弟弟 | 麻吉弟弟 | 王治平、麻吉弟弟 | 3:48 |
| 总时长： | 总时长：                  | 总时长： | 总时长： | 总时长： | 总时长：         | 7:36 |

## 音樂錄影帶
| 歌名               | 導演   | 首播日期       | 首播頻道                    | 備註 | 連結                      |
| ------------------ | ------ | -------------- | --------------------------- | ---- | ------------------------- |
| 渾身是勁 Me vs. Me | 比爾賈 | 2016年10月28日 | 華研國際音樂官方YouTube頻道 |      | MV （页面存档备份，存于） |

## 其他作品
| 公益單曲 薔薔 2007年8月24日 | 首張EP 我就是... 2012年3月30日 | 個人專輯 Why Not 2015年4月17日 | 單曲EP 渾身是勁 2016年10月28日 | 單曲EP 渾身是勁 2016年10月28日 |

## 外部連結
- （繁體中文）華研國際音樂的新浪微博
- （繁體中文）YouTube上的華研國際音樂頻道
- （繁體中文）陳嘉樺 Ella的Facebook專頁
- （繁體中文）陳嘉樺 Ella的新浪微博